# Meme (internet)

Un ejemplo de una imagen macro, un tipo común de meme de Internet en la década de 2000. Texto superior: «Vas a Wikipedia para comprobar un solo dato»; texto inferior: «3 horas después te das cuenta de que sabes todo acerca de la Unión Soviética ».

El término meme en internet se usa para describir una idea, concepto, situación, expresión o pensamiento manifestado en cualquier tipo de medio virtual cómic vídeo audio textos imágenes y todo tipo de construcción multimedia que puede provocar gracia o sensaciones similares se replica a través de internet de persona a persona hasta alcanzar una amplia difusión.
Los memes pueden propagarse mediante hipervínculos foros, imageboards sitios web y cualquier otro difusor masivo sobre todo como lo son hoy en día las redes sociales. El concepto de meme se ha propuesto como un posible mecanismo de evolución cultural. Las estrategias publicitarias de mercadotecnia viral se basan en la propagación de memes para promocionar un producto o concepto.

## Historia

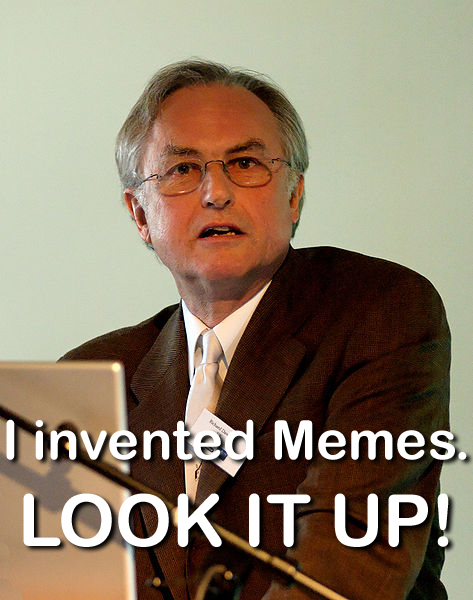
Richard Dawkins acuñó el término meme en su libro de 1976 titulado El gen egoísta como una unidad teórica de información cultural transmisible de un individuo a otro

El nombre meme tiene origen en el concepto concebido por Richard Dawkins, zoólogo y científico. En su libro El gen egoísta (1976) expone la hipótesis memética de la transmisión cultural. Propone la existencia de dos procesadores informativos distintos en los seres humanos: uno actúa a partir del genoma gracias a la replicación de genes a través de las generaciones y otro actúa a nivel cerebral, replicando la información cultural del individuo, la cual es recibida por enseñanza, imitación o simple asimilación. En este caso, Dawkins nombra como «meme» a la unidad mínima de información que se puede transmitir. Según el autor, los memes conforman la base mental de nuestra cultura, como los genes conforman la primera base de nuestra vida. Años más tarde, el propio Dawkins describió a los memes de Internet como un «secuestro de la idea original», implicando que incluso el concepto de meme ha mutado y evolucionado por sí mismo.
Otros autores, como el biólogo Edward Wilson, han señalado que el concepto de unidades culturales replicables ya apareció a finales de los 60, bajo diversos nombres diferentes como «mnemotipo», «idene», «sociogen», «culturgen» o «tipo cultural».
Una de las investigaciones más recientes acerca de este tema fue hecha por Knobel y Lankshear en 2007. Ellos sugieren que la mayoría de los memes no son replicados de manera intacta, sino que pasan por diferentes procesos de reinterpretación y modificación, lo que permite obtener diferentes versiones de un mismo meme, respetando la idea original, lo que a su vez posibilita su propagación masiva.
La naturaleza de Internet, basada en la premisa de compartir información, ha contribuido a la difusión de memes. Uno de los primeros memes documentados transmitidos por Internet fue el gif animado de un bebé bailando conocido como «Ooga-Chaka Baby», que apareció en 1996. Según el especialista en comunicación mexicano Gabriel Pérez Salazar, el meme de Internet es como una imagen acompañada por texto, como unidad cultural replicada que aparece «de manera identificable, plenamente reconocida» entre 2000 y 2002.

## Evolución y propagación
Los memes de internet pueden mantenerse inmutables o evolucionar en el tiempo, bien al azar, o bien por imitación, parodia o por el añadido de nuevos contenidos. Los memes normalmente surgen como una forma de interacción social, como referencias culturales o como una forma de describir situaciones de la vida real de las personas. La rapidez con la que se pueden extender a escala mundial y su impacto social ha atraído el interés de investigadores y profesionales de la industria de comunicación. En el área académica, se investigan modelos para predecir qué memes se propagarán por la red y cómo evolucionarán. Comercialmente, se usan en publicidad y marketing.
Un estudio de las características de los memes de internet alcanzó varias conclusiones sobre la propagación de los mismos: por ejemplo, que los memes «compiten» entre ellos por la atención del público, lo que resulta en un menor tiempo de vida, pero también pueden «colaborar», gracias a la creatividad de los usuarios de Internet, lo que contribuye a su difusión y permanencia.  Se dan ejemplos de memes muy populares que se extinguen al poco tiempo, mientras que otros, sin alcanzar el mismo nivel de rápido reconocimiento, sobreviven gracias a su asociación con otros memes. Para Shifman (2011), es importante que los memes sean compartidos en el interior de subculturas específicas: la motivación para que los usuarios participen en la circulación y reinterpretación de los memes en línea, surge precisamente de la necesidad de pertenecer a una comunidad definida, al menos parcialmente, por estas prácticas culturales. Esta es la dimensión que, con base en Giménez (2000), nos permite establecer una relación entre el uso del meme en internet y los procesos de construcción identitarios de los usuarios que participan en dichas comunidades interpretativas: el sentido de pertenencia.[cita requerida]
En 2013, Dominic Basulto escribió en el The Washington Post que el crecimiento de Internet y las tácticas de la industria publicitaria han afectado negativamente a la capacidad de los memes de transmitir unidades de cultura humana durables, y, en su opinión contribuyen a difundir banalidades en vez de ideas importantes.

## Usos comerciales
Los comunicadores, relacionistas públicos, publicistas y profesionales de la mercadotecnia  han usado los memes de Internet como una estrategia de mercado viral y mercado de guerrilla.
El empleo de los memes para comercializar productos o servicios nació por la naturaleza de moda pasajera que estos tienen. Sirven para crear una imagen de inteligencia o modernidad asociada al producto a promocionar. Un ejemplo de uso comercial es la publicidad de películas, donde se busca generar una actitud positiva en críticos y espectadores.